# NGC 3800
NGC 3800 је спирална галаксија у сазвежђу Лав која се налази на NGC листи објеката дубоког неба.
Деклинација објекта је + 15° 20' 32" а ректасцензија 11h 40m 13,3s. Привидна величина (магнитуда) објекта NGC 3800 износи 12,5 а фотографска магнитуда 13,3. NGC 3800 је још познат и под ознакама UGC 6634, MCG 3-30-39, CGCG 97-49, IRAS 11376+1537, KCPG 296B, ARP 83, VV 350, KUG 1137+156B, PGC 36197.